# Interstício (trabalhista)
Interstício é termo comumente usado no direito trabalhista.
É o intervalo de no mínimo 11 horas de descanso entre um turno de trabalho e outro.
É importante ressaltar que a Lei do Trabalho (Consolidação das Leis Trabalhistas, no Brasil) não usa a palavra "interstício" em qualquer de seus artigos. Mais especificamente, o artigo que trata do interstício, o 382, diz: "Entre 2 (duas) jornadas de trabalho, haverá um intervalo de 11(onze) horas consecutivas, no mínimo, destinado ao repouso." 